# Edi (filme)
Edi é um filme de drama polonês de 2002 dirigido e escrito por Piotr Trzaskalski. Foi selecionado como representante da Polônia à edição do Oscar 2003, organizada pela Academia de Artes e Ciências Cinematográficas.

## Elenco
- Henryk Gołębiewski – Edi
- Jacek Braciak – Jureczek
- Jacek Lenartowicz – Brat I
- Grzegorz Stelmaszewski – Brat II
- Aleksandra Kisio – Księżniczka
- Dominik Bąk – Cygan
- Małgorzata Flegel-Siedler – Krysia
- Maria Maj – żona Małego
- Tomasz Jarosz – Andrzej
- Stefan Rola – Stefan
- Grażyna Suchocka – sklepowa